# Gattyana treadwelli
Gattyana treadwelli är en ringmaskart. Gattyana treadwelli ingår i släktet Gattyana och familjen Polynoidae. Inga underarter finns listade i Catalogue of Life.